# San Andrés, Salto de Agua
San Andrés är en ort i Mexiko.   Den ligger i kommunen Salto de Agua och delstaten Chiapas, i den sydöstra delen av landet, 800 km öster om huvudstaden Mexico City. San Andrés ligger 89 meter över havet och antalet invånare är 273.
Terrängen runt San Andrés är kuperad åt sydväst, men åt nordost är den platt. Runt San Andrés är det ganska glesbefolkat, med 38 invånare per kvadratkilometer. Närmaste större samhälle är Salto de Agua, 13,9 km väster om San Andrés. I omgivningarna runt San Andrés växer i huvudsak städsegrön lövskog.